# Дивни мирис љубичица
„Дивни мирис љубичица“ је југословенски филм из 1968. године. Режирао га је Сава Мрмак, а сценарио је писао Томислав Бакарић.

## Улоге
| Глумац           | Улога |
| ---------------- | ----- |
| Љубиша Бачић     |       |
| Славка Јеринић   |       |
| Весна Крајина    |       |
| Васа Пантелић    |       |
| Зоран Ристановић |       |